# Camponotus albicoxis
Camponotus albicoxis es una especie de hormiga del género Camponotus, tribu Camponotini. Fue descrita científicamente por Forel en 1899.
Se distribuye por Costa Rica, Guatemala, Honduras, México y Nicaragua. Se ha encontrado a elevaciones de hasta 1810 metros. Vive en microhábitats como la hojarasca, nidos y madera muerta.